# Jacek Orłowski
Jacek Orłowski (ur. 22 lipca 1965 we Wrocławiu) – polski reżyser i nauczyciel akademicki.

## Życiorys
Dziekan Wydziału Reżyserii PWST w Krakowie w latach 2008 - 2012. Absolwent filozofii Uniwersytetu Wrocławskiego (1990) i Wydziału Reżyserii Dramatu w PWST w Krakowie (1994). W okresie studiów uniwersyteckich był założycielem i kierownikiem artystycznym „Studenckiego Teatru Prób”, a także redaktorem i autorem artykułów w czasopiśmie „Mandragora”. Współtwórca i pierwszy przewodniczący zarządu Fundacji Kultury Studenckiej „Universitas” stworzonej przez NZS i Samorząd Studentów Uniwersytetu Wrocławskiego w 1990 roku. Dr hab. prof. AST w Krakowie. Od 2003 roku prowadzi również zajęcia na Wydziale Aktorskim w łódzkiej Szkole Filmowej. Od 2016 roku pełni funkcję prezesa Instytutu Teatralnego im. Mieczysława Hertza.

## Teatr (wybrane przedstawienia)
- Tutam Bogusław Schaeffer Teatr Powszechny w Łodzi, 1992 (Grand Prix i Nagroda Publiczności na Festiwalu Małych Form w Szczecinie i Grand Prix na Festiwalu Sztuki Aktorskiej w Kaliszu),
- Wyspy Galapagos Helmut Kajzar, Teatr Współczesny we Wrocławiu 1992,
- Końcówka Samuel Beckett, Teatr Polski we Wrocławiu 1994 (Nagroda za reżyserię na Festiwalu Małych Form w Szczecinie),
- Willa Dei Misterii Helmut Kajzar, Teatr Polski we Wrocławiu 1995,
- Przyszedł mężczyzna do kobiety Semen Złotnikow, Teatr Powszechny w Łodzi 1996,
- Letnicy Maksym Gorki – dyplom studentów w Szkole Filmowej w Łodzi 1997,
- Wujaszek Wania Antoni Czechow, Teatr im. Stefana Jaracza w Łodzi 2001 (Nagroda Dziennikarzy na Festiwalu Sztuki Reżyserskiej „Interpretacje” w Katowicach, Złota Maska dla najlepszego przedstawienia sezonu na scenach łódzkich),
- Opowieści lasku wiedeńskiego Odon von Horwath, Teatr im. S. Jaracza w Łodzi 2003,
- Śmierć komiwojażera Arthur Miller, Teatr im. S. Jaracza w Łodzi 2004,
- Prześwit David Hare, Teatr im. S. Jaracza w Łodzi 2006,
- Przypadek Iwana Iljicza, Adaptacja opowiadania Lwa Tołstoja „Śmierć Iwana Iljicza”, Teatr im. S. Jaracza w Łodzi 2010,
- Karamazow Adaptacja Braci Karamazow Fiodora Dostojewskiego, Teatr im. S. Jaracza w Łodzi 2013 (Złota Maska dla najlepszego przedstawienia sezonu na scenach łódzkich),
- Boże mój Anat Gov, Teatr im. S. Jaracza w Łodzi 2014,
- Próby Bogusław Schaeffer, Fundacja teatr/studio/Łódź 2015,
- Ananke Mieczysław Hertz (czytanie performatywne w sali teatralnej w Grand Hotelu w Łodzi), Instytut Teatralny im. Mieczysława Hertza 2016[1],
- Trzy siostry Antoni Czechow, Teatr im. Stefana Jaracza w Łodzi 2018,

Wraz z Bronisławem Wrocławskim wprowadził na polskie sceny dramaturgię Erica Bogosiana. Reżyser tryptyku monodramów Erica Bogosiana:
- Sex, prochy, rock and roll, 1997 (Nagroda Publiczności na Festiwalu Małych Form w Szczecinie, Grand Prix na „Zderzeniach” w Kłodzku, Chopin Theatre Award – nagroda Teatru w Chicago i wiele innych),
- Czołem wbijając gwoździe w podłogę 2000,
- Obudź się i poczuj smak kawy 2003,

Wyreżyserował również przedstawienie Talk Radio Erica Bogosiana w Teatrze Studio w Warszawie.

### Teatr Telewizji
- Czarny Piasek Andrzej Bobkowski (1995),
- Późne kwiaty Jurij Olesza (1997),
- Sex, Prochy i Rock and Roll Eric Bogosian (2008), transmisja przedstawienia w TVP Kultura.

## Film
- Jerzy Neugebauer w teatrze Dejmka, reż. Jacek Orłowski (film dokumentalny), premiera: Teatr Nowy im. K. Dejmka w Łodzi, 2019

## Nagrody i odznaczenia
Laureat Nagrody MKiS im. Bohdana Korzeniewskiego przyznanej za przedstawienia: Tutam i Wyspy Galapagos (1994).
W 2010 otrzymał Brązowy Medal „Zasłużony Kulturze Gloria Artis”.